# Montigny-devant-Sassey
 Montigny-devant-Sassey  là một xã thuộc tỉnh Meuse trong vùng Grand Est đông nam nước Pháp. Xã này nằm ở khu vực có độ cao trung bình 178 mét trên mực nước biển.